# منظم ضربات القلب الطبيعي

منظم ضربات القلب الطبيعي

منظم ضربات القلب الطبيعي (بالإنجليزية: Cardiac pacemaker)‏ هو الجهاز الطبيعي الموجود في القلب المسؤول عن حركة القلب في جميع الكائنات الحية عن طريق النبضات الكهربائية عن طريق خلايا قلبية خاصة تقوم بشكل مباشر بالسيطرة على معدل ضربات القلب.
يقع جهاز تنظيم ضربات القلب الطبيعي في جدار الأذين الأيمن .
في البشر يمكن في حالة وجود خلل في هذا الجهاز الطبيعي تركيب جهاز ميكانيكي يسمى جهاز تنظيم ضربات القلب الاصطناعي (أو ببساطة "جهاز تنظيم ضربات القلب") لتوليد نبضات كهربائي اصطناعية .
تمتلك 1% من خلايا القلب العضلية القدرة على توليد نبضات كهربائية من تلقاء أنفسهم. يمتلك القلب في هذا الجهاز جزء متخصص مسؤول عن توليد النبضات الكهربائية يسمى العقدة الجيبية الأذينية (SA عقدة).
العقدة الجيبية الأذينية (SA عقدة) ههي مجموعة خلايا تقع في جدار الأذين الأيمن قرب مدخل الوريد الأجوف العلوي. هذه الخلايا هي خلايا عضلية قلبية معدلة لا تتقلص، وإنما تقوم بتوليد الشارة المحفزة للقلب بشكل دوري يتراوح ما بين 60-120 مرة في الدقيقة بحسب العمر أثناء الراحة الجسدية.